# ضد (لغة)

الضد أو المُشكِل[بحاجة لمصدر] هو كل لفظ مشترك يتضمن معنيين متضادين، يدركان من سياق الكلام ووجهه. كلمة «الضد» نفسها قد يقصد بها إما خلاف الشيء وإما مثله ونظيره.

## الأضداد
الأضداد في اللغة هي الكلمات المتحدة في اللفظ، المتضادة في المعنى مثل جلل إذ تعني الأمر العظيم وكذلك الشيء اليسير، ومثلها القرء التي تعني الطهر والحيض في آن واحد. يمكن للمستمع أن يعي المعنى المقصود من سياق كلام المتحدث. يقول ابن الأنباري «ويظنّ أهل البدع والزّيغ والإزراء بالعرب أنّ ذلك كان من نقصان حكمتهم وقلّة بلاغتهم وكثرة الالتباس في محاوراتهم.» ثم أردف «فأُجيبوا على هذا الذي ظنّوه وسألوا عنه بضروب من الأجوبة: أحدهنّ أنّ كلام العرب يصحّح بعضه بعضا، ويرتبط أوّله بآخره ولا يعرف معنى الخطاب منه إلاّ باستيفائه واستكمال جميع ألفاظه فجاز وقوع اللّفظة على المعنيين المتضادين، لأنّها يتقدّمها ويأتي بعدها ما يدلّ على خصوصيّة أحد المعنيين دون الآخر، ولا يراد بهذه اللّفظة في حال التكلم والإخبار إلا معنى واحدا.»

## أمثلة
من أمثلة الأضداد كلمة ظن قال تعالى ﴿قَالَ الَّذِينَ يَظُنُّونَ أَنَّهُمْ مُلَاقُو اللَّهِ كَمْ مِنْ فِئَةٍ قَلِيلَةٍ غَلَبَتْ فِئَةً كَثِيرَةً بِإِذْنِ اللَّهِ وَاللَّهُ مَعَ الصَّابِرِينَ﴾ [البقرة:249] فتعني هنا اليقين بلقاء الله. وفي آية أخرى يقول تبارك وتعالى ﴿وَذَا النُّونِ إِذْ ذَهَبَ مُغَاضِبًا فَظَنَّ أَنْ لَنْ نَقْدِرَ عَلَيْهِ فَنَادَى فِي الظُّلُمَاتِ أَنْ لَا إِلَهَ إِلَّا أَنْتَ سُبْحَانَكَ إِنِّي كُنْتُ مِنَ الظَّالِمِينَ ۝٨٧﴾ [الأنبياء:87] وتأتي هنا بمعنى الشك والرجاء.

## كتاب الأضداد
ألف عالم النحو أبو يوسف يعقوب بن إسحاق السكيت كتاب الأضداد الذي جمع فيه أمثلة من ألفاظ الأضداد من كلام العرب.

## انظر
- بحث واف عن الأضداد.
- اصطياد الأضداد من لغة الضاد.